# Matamon
El Matamon és una muntanya de la Ribera Alta del País Valencià, situada al límit occidental del municipi de Carlet, a l'oest de la serra del Caballó, a nord-est del riu Xúquer i del Pantà de Tous, i al sud del riu Sec i Catadau, municipi del qual forma part, amb Carlet i Tous.
A les Llomes del Matamon, situades al sud de l'Alt del Trencall (506,4 m) (també anomenat Quencal o Quencall), cota més elevada del mapa topogràfic, les forces de compressió tectònica han generat deformacions dels materials geològics, donant com a resultat un paisatge majestuós, gairebé sense vegetació. Després del Quencall, el Pla de Matamon aplega als 457,8 metres d'altitud.
El barranc de la Font, els barranquets Espessos i el barranquet de l'Herba aporten aigua a la conca hidrogràfica del Xúquer.
Destaquen dues coves: la cova Foradada, situada a l'est; i l'Avenc de l'Infern, també anomenat Cova de Primo, situat al sud del Quencall.
El Diari Oficial de la Generalitat Valenciana publicà la informació relativa al projecte de decret pel qual es declara paratge natural municipal. El 16 de desembre de l'any 2015 ha estat declarat finalment, pel Ple del Consell Jurídic Consultiu (Dictamen núm. 712/2015), Paratge Natural Municipal. El decret que regula el paratge va ser publicat per la Conselleria d'Agricultura, Medi Ambient, Canvi Climàtic i Desenvolupament Rural de la Generalitat Valenciana el 19 de febrer del 2016.
Des de l'Àrea recreativa de tres pins s'inicia el PR-CV 324 o Senda de Matamon de 6,3 km. L'any 2012 va patir un incendi forestal el seu recorregut.

## Imatges

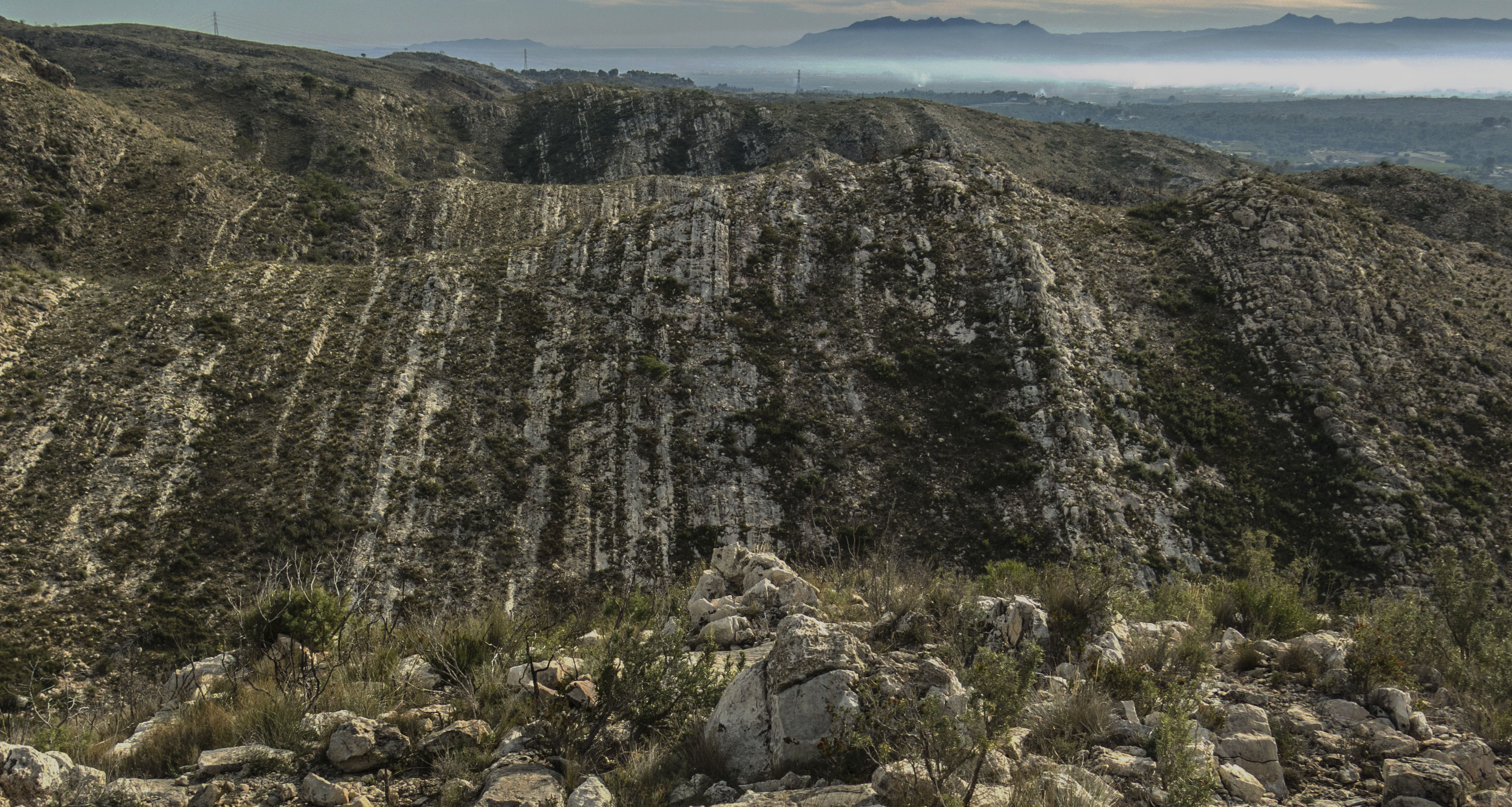
Llomes (Plec)
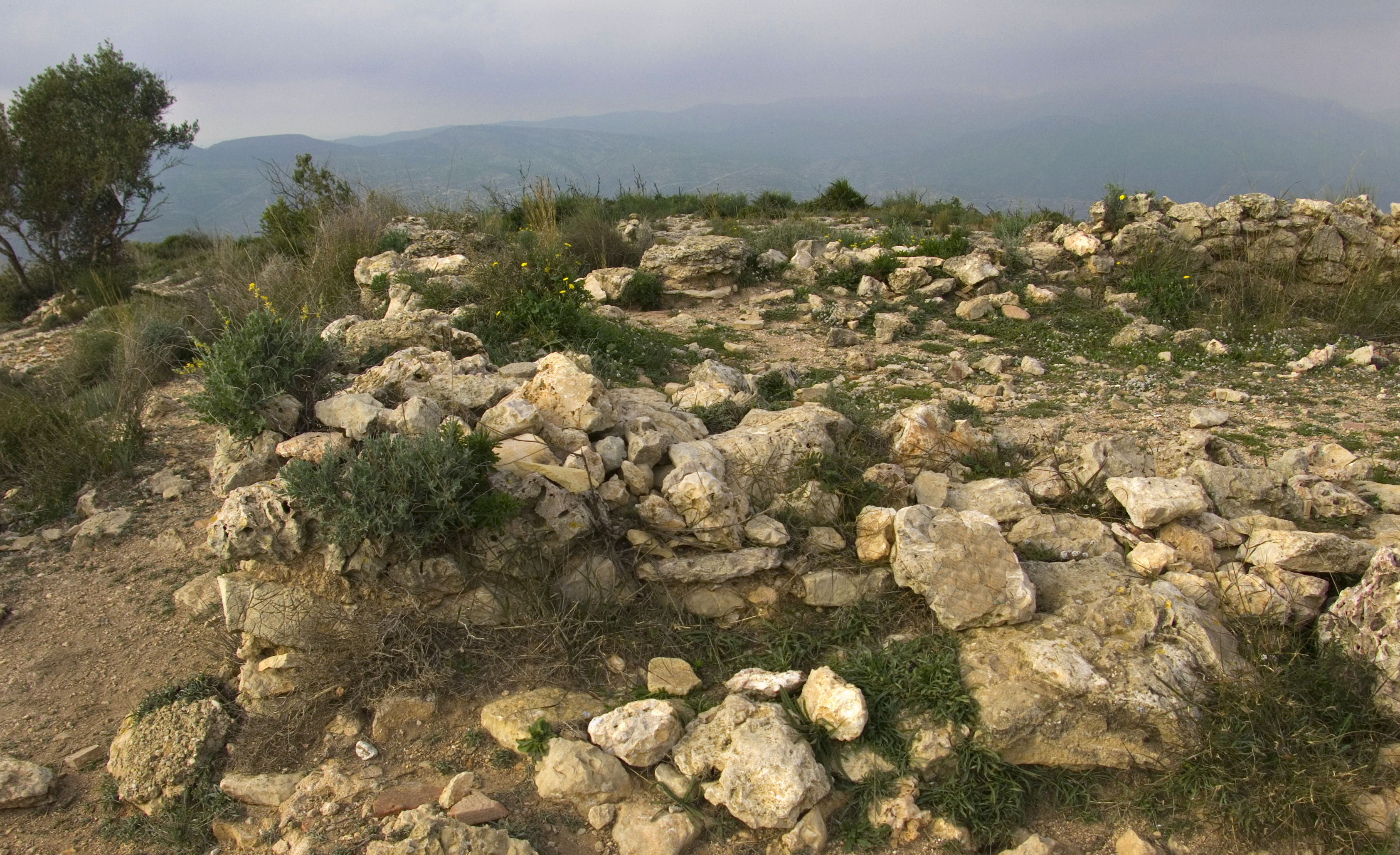
Restes de l'Ermita de Santa Bàrbara (Alt de Quencall)
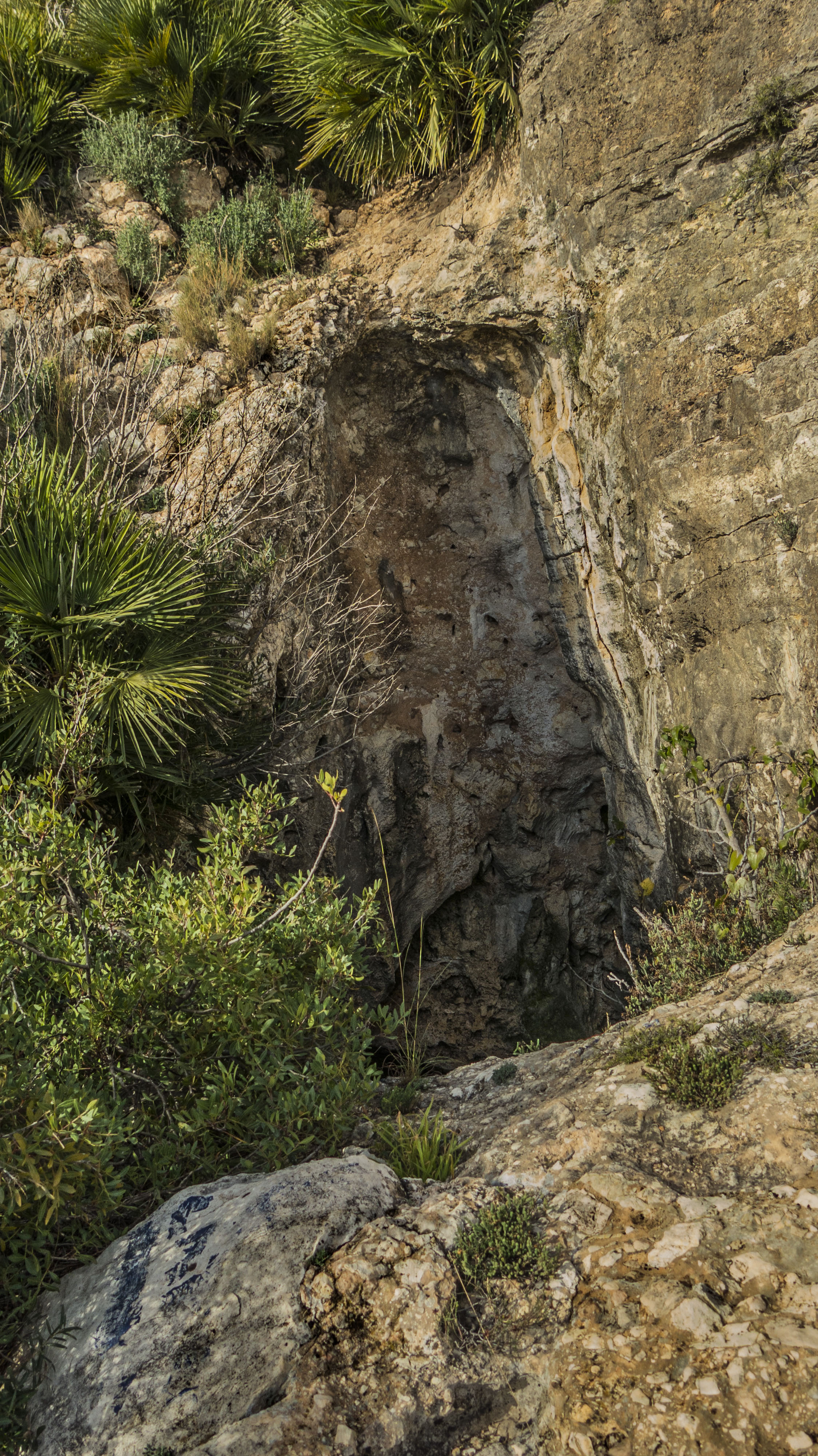
Avenc de l'Infern
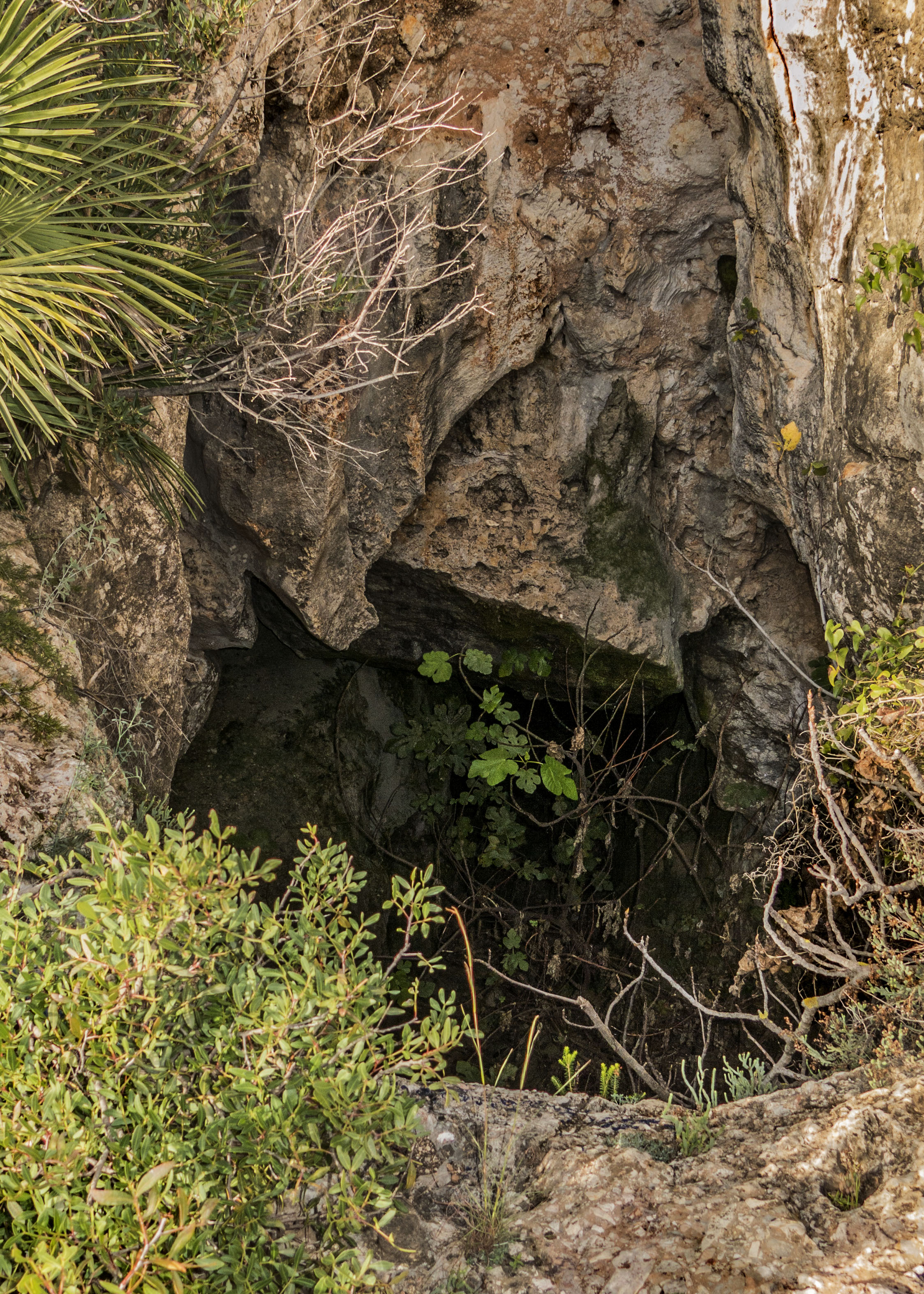
Avenc de l'Infern
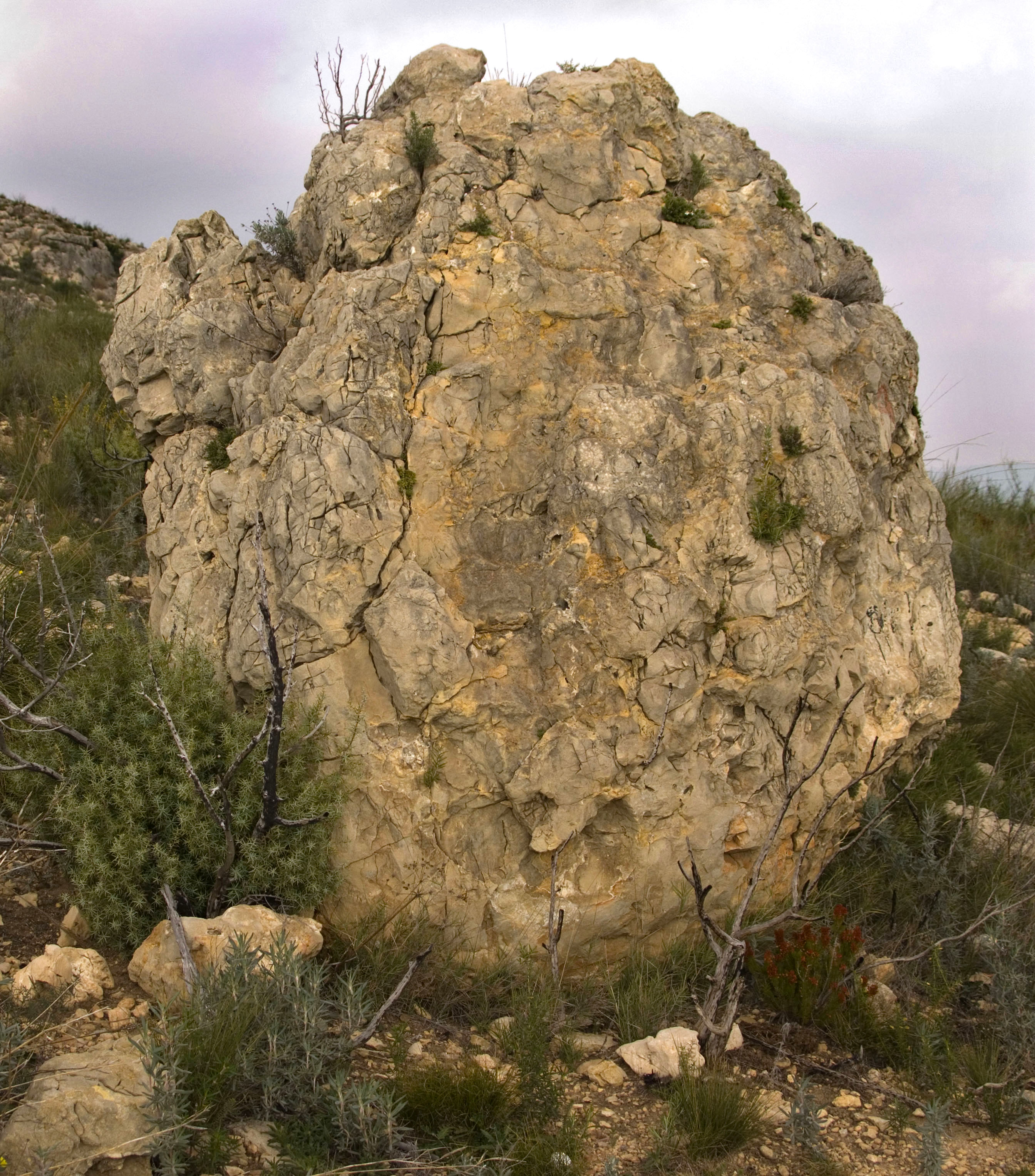
Fita topogràfica. Indret on s'encreuen els termes de Carlet, Catadau i Tous.
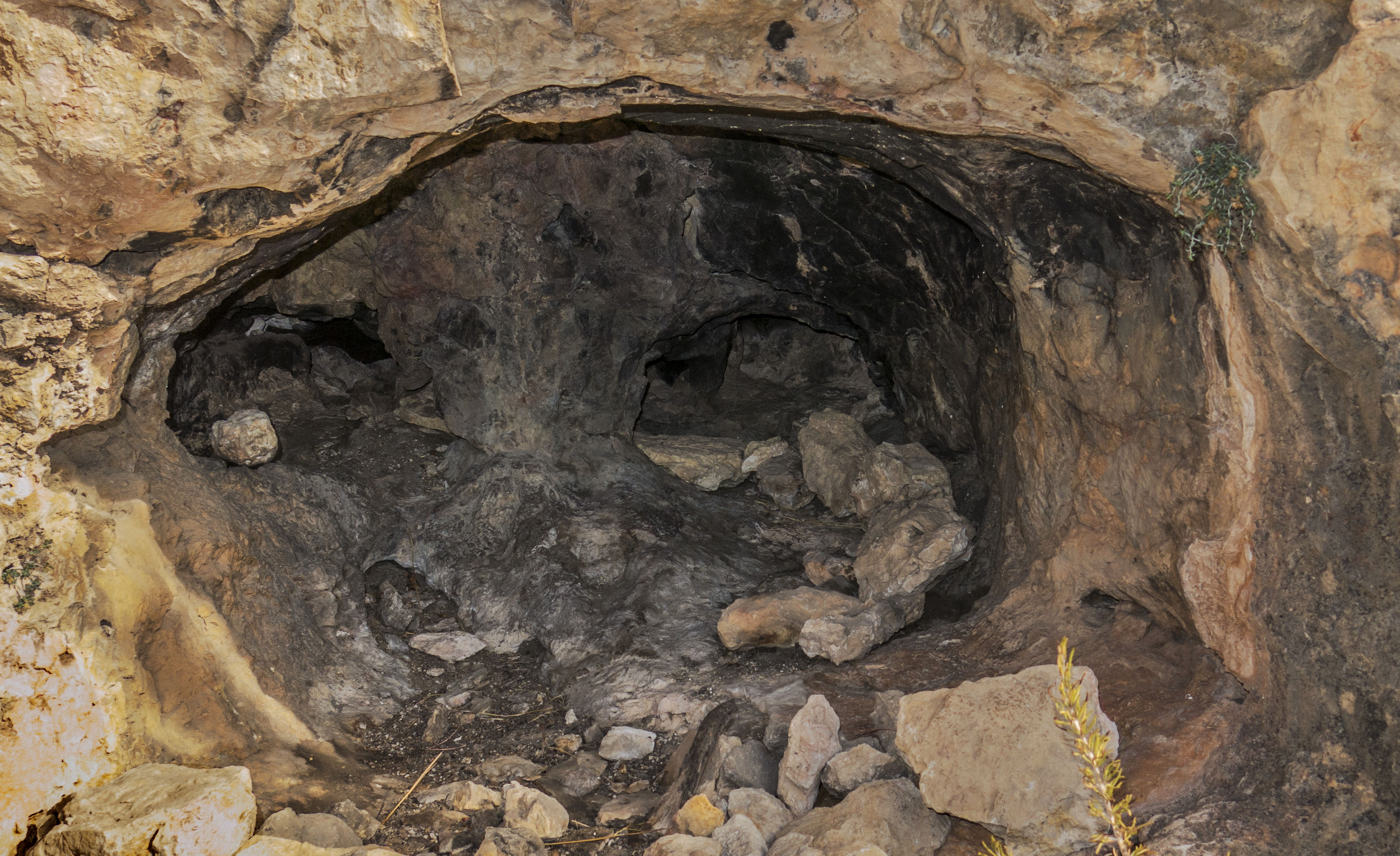
Coveta o abric rocós
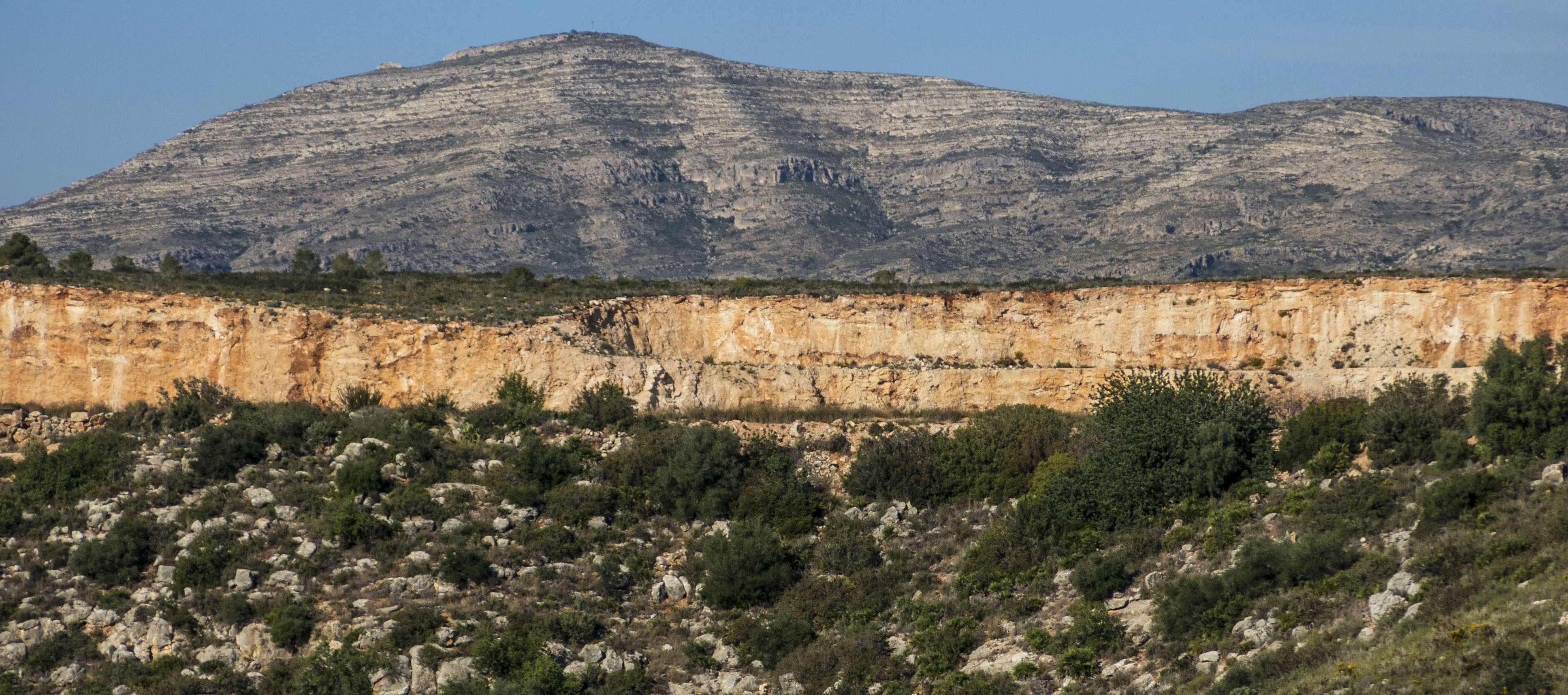
Matamon vist des del Parc Natural de les Coves del Truig